# Neofidelia longirostris
Neofidelia longirostris är en biart som beskrevs av Rozen 1970. Neofidelia longirostris ingår i släktet Neofidelia och familjen buksamlarbin. Inga underarter finns listade i Catalogue of Life.